# Basilide (epicureo)
Basilide (in greco antico: Βασιλείδης?, Basiléidēs; ... – 175 a.C.) è stato un filosofo epicureo greco antico.

## Biografia
Basilide, vissuto nella prima metà del II secolo a.C., sarebbe nato nel 250 a.C. circa e morto nel 175 a.C.. Divenne, dopo Ermarco di Mitilene, Polistrato e Dionisio di Lamptrai, scolarca della scuola epicurea di Atene.